# Exército Britânico do Reno

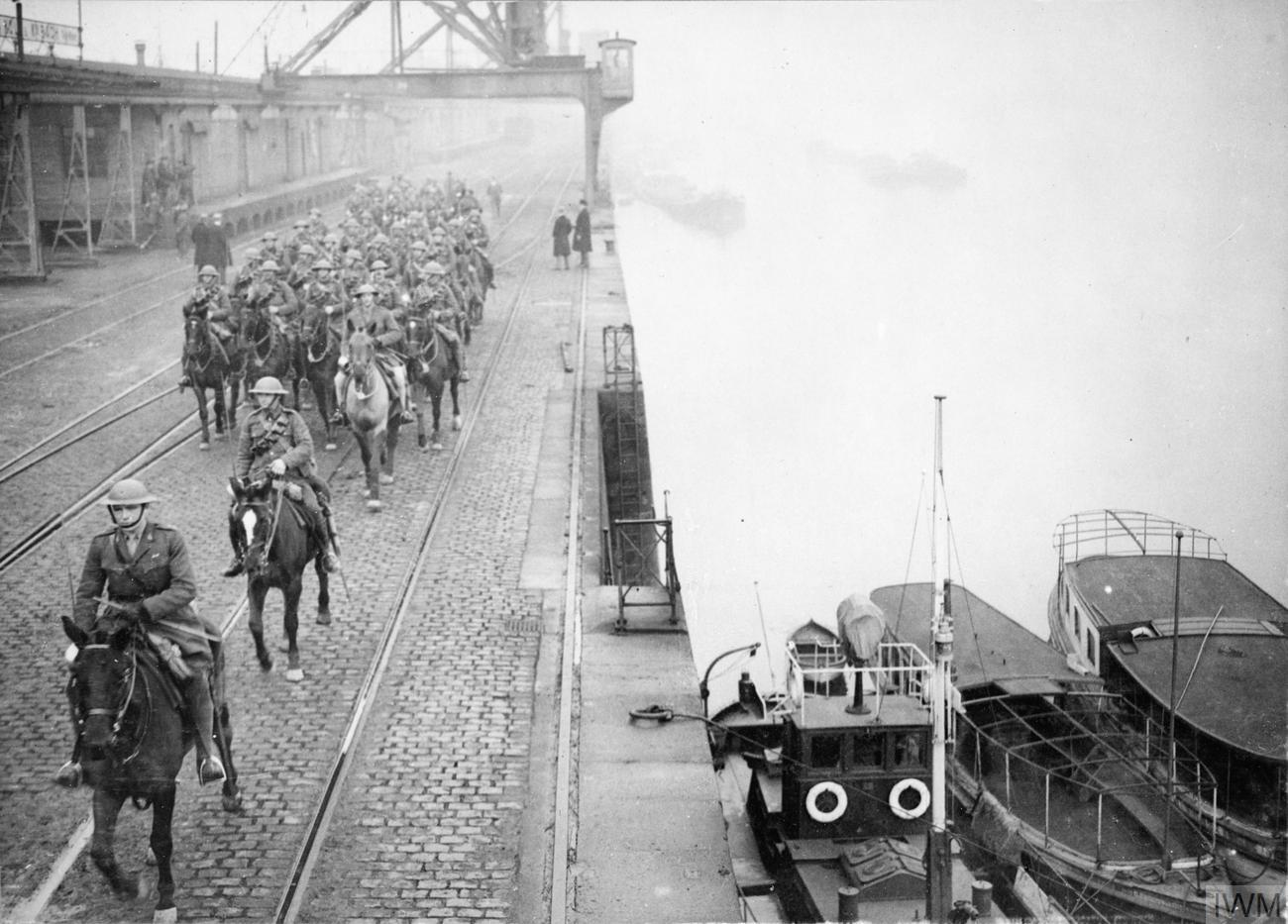
O exército britânico do Reno.

Houve duas formações com o nome Exército Britânico do Reno (em inglês:  British Army of the Rhine, ou BAOR). Ambas era originalmente forças de ocupação da Alemanha, uma após cada uma das guerras mundiais do século XX.
O segundo Exército Britânico estacionado na zona do rio Reno foi formado em 25 de agosto de 1945 a partir do 21st Army Group.